# أولي هونيس
اولي هونيس (بالألمانية: Uli Hoeneß) من مواليد 5 يناير 1952 في مدينة اولم، لاعب كرة قدم ألماني سابق. لعب مع منتخب ألمانيا لكرة القدم وعمل مديراً لنادي بايرن ميونخ.

## حياته الخاصة
عاش اولي هونيس طفولته في مدينة أولم في ظل عائلة كاثوليكية، كان والده يمتهن بيع اللحوم.

## حياته الرياضية
في سن الثامنة عشرة خاض أولي هونيس غمار البوندسليغا في أول مباراة له كمهاجم أيسر ضمن تشكيلة فريق بايرن ميونيخ إلى جانب نجوم مثل بيكنباور وغيرد مولر وسيب ماير، وفي عام 1972 توج مع المنتخب الألماني بلقب بطولة الأمم الأوروبية، ليتبع بعدها بعامين لقب بطولة العالم.
كما مثل المنتخب الألماني مابين سنة 1972 إلى سنة 1976 في 35 مباراة سجل خلالها 5 أهداف.

## إنجازاته الرياضية
- الفوز مع منتخب ألمانيا بلقب بطولة الأمم الأوروبية 1972
- الفوز مع منتخب ألمانيا الغربية بلقب مونديال كأس العالم 1974 .

## رئاسة بايرن ميونخ
تولى رئاسة النادي البافاري في 2009 خلفا لـ فرانز بكنباور، حيث استطاع قيادة النادي إلى تحقيق مجموعة من الألقاب محليا وتلميع صورته من جديد أوروبيا، وأعلن الخميس 13 مارس، 2014 استقالته من رئاسة نادي بايرن ميونيخ الألماني إثر قرار محكمة المدينة بسجنه ثلاث سنوات ونصف السنة لتهربه من دفع ضرائب قدرت بحوالي 27 مليون يورو.
كما استغل علاقاته التي كونها من خلال امتلاكه مصنع للنقانق في ألمانيا في تحقيق صفقات رعاية هائلة للنادي البافاري على مدار 31 عاما من العمل.

## فضيحة التهرب الضريبي
إتهم ممثلو الإدعاء في ميونيخ أولي هونيس بالتهرب من دفع الضرائب المستحقة على دخل بلغ أكثر من 33 مليون يورو، كان هونيس حصل على جزء منه عن طريق التداول بسوق الأوراق المالية السويسرية كما اتهم بإعلان خسائر، على نحو مضلل بقيمة إجمالية وصلت إلى أكثر من 5 ملايين يورو.
وأعلن أولي هونيس استقالته من رئاسة نادي بايرن ميونيخ الألماني إثر قرار محكمة المدينة بسجنه ثلاث سنوات ونصف السنة لتهربه من دفع الضرائب، حيث طالب مدعي عام محكمة ميونيخ اشيم فون اينغل بسجن هونيس لمدة 5 أعوام ونصف بسبب تهربه من دفع الضرائب، وأعلن قاضي محكمة ميونيخ القرار بقوله: «تم إنزال عقوبة السجن لثلاث سنوات وستة أشهر بحق السيد هونيس لقيامه بسبع حالات خطيرة للتهرب من الضرائب».
كما قرر هونيس عدم استئناف قرار المحكمة ودخول السجن. وقال في هذا الصدد «لقد طلبت من محاميي فريقي عدم التقدم بأي استئناف، هذا يتطابق مع تفهي لتحمل مسؤولياتي، التهرب من دفع الضرائب هو أكبر خطأ ارتكبته في حياتي»، وتابع «بالإضافة إلى ذلك، أستقيل مع مفعول فوري من منصبي كرئيس للمجلس الاستشاري لنادي بايرن ميونيخ. أريد تحاشي أي ضرر يمكن أن يلحق بالنادي»، وتابع: «لقد تهربت من دفع الضرائب أريد أن أعرب عن أسفي لتصرفي المشبوه».

## هونيس الشخصية الكروية
يعد هونيس أحد أهم شخصيات كرة القدم منذ 40 عاما كلاعب ورئيس ناد على حد سواء، ويعرف لدى الجمهور بمزاجه العكر، ويواجه كاميرات التلفزيون بوجه محمر من الغضب بعد تصريحات في غير مكانها، ومن السخرية أنه شجب في واحدة من إطلالاته على إحدى محطات التلفزيون المشروع الذي تقدم به اليسار الراديكالي لفرض ضرائب على المداخيل الكبيرة، وقال في هذا الصدد «الأغنياء يذهبون إلى النمسا وسويسرا ولم يقتطع أي شيء» من أموالهم.
و وجد أولي هونيس اليوم نفسه في قلب إحدى أكبر فضائح الرياضة الألمانية وحكم عليه، لأنه تهرب من دفع الضرائب على أكثر من 27 مليون يورو من خلال عدم الإعلان عن العائدات التي يحصل عليها من البورصات السويسرية.
ورأت مجلة «در شبيغل» الأسبوعية أنه في بلد كرة القدم الأهم في العالم، أثارت القضية كثيرا من الضجيج، لأنها طالت «شخصا يعد مثالا ونموذجا لألمانيا بأكملها».
وبقي هونيس، وهو ابن جزار من جنوب ألمانيا والذي استقبلته المستشارة انغيلا ميركل على العشاء، مديرا تنفيذيا للنادي البافاري على مدى 30 عاما قبل أن يصبح رئيسا لمجلس الإشراف، وأصبح يقود بيد معلم خبيرة أكثر الأندية الألمانية إحرازا للألقاب.

## روابط خارجية
- أولي هونيس على موقع IMDb (الإنجليزية)
- أولي هونيس على موقع ألو سيني (الفرنسية)
- أولي هونيس على موقع ديسكوغز (الإنجليزية)
- أولي هونيس على موقع قاعدة بيانات الفيلم (الإنجليزية)
- أولي هونيس على موقع كينوبويسك (الروسية)
- أولي هونيس على موقع الاتحاد الدولي (مؤرشف)  (الإنجليزية)
- أولي هونيس على موقع الاتحاد الأوربي (الإنجليزية)
- أولي هونيس على موقع قاعدة بيانات كرة القدم.إي يو (الإنجليزية)
- أولي هونيس على موقع بيانات كرة القدم. دي إي (الألمانية)
- أولي هونيس على موقع ناشيونال فوتبول تيمز (الإنجليزية)
- أولي هونيس على موقع عالم كرة القدم.نت (الإنجليزية)
- أولي هونيس على موقع اللجنة الأولمبية الدولية (الإنجليزية)
- أولي هونيس على موقع أوليمبيديا (الإنجليزية)